# یواس‌اس زواوی (۱۸۶۱)
یواس‌اس زواوی (۱۸۶۱) (به انگلیسی: USS Zouave (1861)) یک کشتی بود. این کشتی در سال ۱۸۶۱ ساخته شد.